# ストームプランニング
ストームプランニング（英：STORM PLANNING） は、かつて存在した株式会社橋本コーポレーションのゲイビデオメーカーである。代表取締役は橋本茂生。1979年に写真集メーカーとして設立されている。ゲイビデオの制作・販売を行なっていた。

## 概略
1979年に写真集メーカーとして設立され、1987年にゲイビデオ制作に乗り出した。凝ったセットや音楽、シチュエーションに特徴があり、映像美を追求した芸術的な作風で知られた。1990年代前半頃までクリエイターズ（マンハウスの前身）、Y.B.SPORTSと並び人気があった。美青年モデルを起用した耽美的映像でゲイの絶大な人気を集めたが、性描写を抑制したアート路線などが時代に受け入れられなくなり、2003年にベスト版を出したのを最後にゲイビデオ制作から撤退した。

## レーベル
レーベルはストームプランニングのみ。オリジナル作品のほか、ベスト版「STORM秘蔵コレクション」「STORMパーフェクトセレクション」（Vol.1~5）などを出していた。

## 作品
ビデオ
オリジナル作品では、単品作品（当初60分、後に30~40分）のほか、オリジナル2本立ての「ストーム最強Wパック」（80分、一部作品40分）があった。
- 誘惑の甘い香り（ビデオ作品第1弾,1987年）
- 誘惑の罠 縛られたAkio―SM編―（1987年 第2弾 13,800円) 薔薇族1987年12月号(通巻179号)p250所載の広告により追加
- 哀愁物語（1988年 第3弾 13,800円）
- 想い出のかけら（1988年 第4弾 13,800円）薔薇族1988年10月号(通巻189号)p241所載の広告により追加
- 純情俱楽部（1989年 第5弾 13,800円）薔薇族1989年2月号(通巻193号)p253所載の広告により追加
- 追憶の季節（1989年 第6弾 13,800円）薔薇族1989年6月号(通巻197号)p277所載の広告により追加
- 果実のない森（創立10周年記念版,1989年 第7弾 13,800円）今回、ストームプランニングのヴィデオ広告としては、初めて見開き2ページとなった。また、創立10周年の特別企画として、本作購入者にはカラー30分・スチール構成版の特典ヴィデオ(非売品)がプレゼントされた。以上、薔薇族1989年11月号(通巻202号)p256～p257所載の広告により追加
- 憧れの関係（1989年 13,800円) 本作のジャケットには「8回はコケます」というストレートな惹句があり、後年おしゃれ路線を驀進し、調度含め洗練の度合いを深める同社とは違う側面が見られ、興味深い。また「平成元年ラスト」の表記もあり、1989年最後のリリースと思われる。価格については、同年4月1日から施行された消費税制を踏まえ「消費税込み」の表記あり。以上、原資料から追記。
- 禁猟区 (STORMビデオ第9弾,1990年)
- 昼下りの媚薬（1990年）
- 誘惑の囁き（STORMビデオ第11弾,1991年）
- 仮面に抱かれた午後（1991年）
- 初恋の記憶（STORMビデオ第13弾,1992年）
- 正午の誘惑（1992年）
- 快楽の樹液（1992年）
- 密猟地帯（1993年）
- 誘惑の予感（1993年）
- 獣たちの吐息（1993年）
- 19才・純情派（1993年）
- 哀愁の香り（1993年）
- 蒼い追憶（1994年）
- 快楽の儀式/仮面の誘惑 (STORMプラチナコレクションvol.1,STORM 祝・15周年記念,1994年)
- 悦楽の風景（1994年）
- 褐色の獣たち（1994年）
- 美少年蜜の味（1994年）
- 密猟地帯パート2 狙われたのは二人の美少年（1995年）
- 美少年Mの告白（1995年）
- 恋人たちの季節（1995年）
- 最後の楽園（1995年）
- 誘惑の青い果実（1995年）
- 真昼の標的（1995年）
- 獣たちの伝説（リニューアル版）
- 獲物たちの午後（1996年）
- 恋の砂時計（1996年）
- 侵入者～狙われた兄弟～（1996年）
- 快楽への招待状（30分）
- 青年たちの伝説（リニューアル版,80分）
- 密室遊戯
- 快楽の時刻 罠にかかった18才
- 美少年狩り（1997年）
- 囚われの真昼（1997年）
- 処刑教室 狙われた青年たち（1997年）
- 罠 巨根青年狩り（1997年）
- 蜜に濡れた午後（1997年）
- 凌辱！若者狩り（1998年）
- 媚薬～昼下がりの獣たち～（1998年）
- 嫉妬 -獣たちの宴（1998年）
- ジャニーズ系 真昼の悪夢（1998年）
- 美少年調教の館 （美少年狩り２）（1998年）
- 美少年 達哉 硝子の18才（1998年）
- 体育会系 褐色青年地帯（1998年）
- 蒼き狼たちの肖像（1998年）
- 獣たちの儀式 若者狩り PART2（1999年）
- 美少年たちの情景 淫らに塗れる午後（1999年）
- 琥珀色の誘惑（1999年）
- 凌辱の午後 肉体派青年（1999年）
- 美少年宅配便 秘密エスコートクラブ（1999年）
- 恥辱遊戯 真昼の侵入者（1999年）
- 美少年 解剖実験室（1999年）
- 渇いた季節/青年たちの週末（1999年）
- 処刑遊戯/獣たちの戯れ（1999年）
- 灼熱の19才/淫行パーティ（2000年）
- 迷宮の恋人たち/マッチョ狩り（2000年）
- 青年伝説 正午の陶酔/ターゲット標的（2000年）
- 吉永透18才/狼たちの風景（2000年）
- 沈黙の獲物たち/復讐（2000年）
- 美少年宅配便2 新人研修（2000年）
- 美少年 巨根願望（2001年）
- 解剖遊戯 －巨根青年たち－（2001年）
- 蒼いフォトグラフ －初恋のメモリー－（2001年）
- 不法侵入 狙われた青年たち（2001年）
- 凌辱の儀式 囚われの青年たち（2001年）
- 悦楽の関係/覗かれたMの部屋（2001年）
- 淫らな時間/真昼の死角（2001年）
- 獣たちの洗礼/仮面舞踏会（2001年）
- 獲物たちの真昼 褐色青年健吾（2001年）
- 密会 官能の媚薬（2001年）
- 密猟日誌 狙われた兄弟（2001年）
- 快楽の罠 美少年狩り（2002年）
- 背徳の告白 巨根青年たち（2002年）
- 蒼い標的（2002年）
- 追跡 美少年狩り（2002年）
- 欲望のアトリエ 美少年狩り（2002年）
- 獲物たちの匂い 若・者・狩・り（2002年）
- 屈辱の報酬 秘・密・の・ア・ル・バ・イ・ト（2002年）
- 恋人たちの時刻 蜜に濡れた午後（2002年）
- 獣たちの誘惑 課・外・レ・ッ・ス・ン（2002年）
- 欲望の遺伝子 仮面幻想（2002年）
- 巨根記念日 美・少・年・狩・り（2002年）
- 服従の掟 若・者・狩・り（2002年）
- チェリーボーイは蜜の味 家庭教師（2002年）
- 美少年ファイナンス 取・り・立・て・屋（2002年）
- 秘密撮影会 淫・ら・な・光・景（2003年）

写真集（下記タイトルには“憧れの関係”の他もVHSになっているが全作かは未検証）
- 「トロピカルボーイ」（2,800円）
- 「少年期」（2,300円 全10種）
- 「セクシーボーイズ」（2,800円）
- 「少年時代」（2,500円）
- 「少年ハンター」（1981年 2,300円）
- 「少年期ハードスペシャル(以下『少年期HS』)」(1981年　2,500円)は、表紙に「秘蔵フォトコレクション」「日本人少年写真集」の表記あり。「さぶ」1982年3月号・通巻85号の最終ページの広告に所載。同じ広告に、やはりSTORM PLANNING出版部発売の「少年ハンター～少年たちの秘められた午後～(以下『少年ハンター』)2,300円」もある。「少年ハンター」の発売年は明確ではないが、「さぶ」1983年3月号通巻97号p198の広告に前掲二種類の写真集が載り「少年ハンター」には「売切間近!!」と添えられている点、価格が「少年期HS」より200円安い点、内容が「少年期HS」よりソフトである点(『少年期HS』にあるという射精場面の写真はない)を勘案すると、「少年ハンター」が「少年期HS」に先行したのではないかと思われる。　cf:唐沢俊一著「トンデモ美少年の世界(光文社文庫)」 同書p50～「タモツ少年の恍惚」によると、今まさに射精し終え、腹部に精液を散らせた少年の写真があるとのこと。また、各モデルにはローマ字表記の名前(名前・姓の順)と年齢(英語表記)が添えられているという。こうしたケースは当時、少年をモティーフにした出版物(写真集、L判・キャビネ版などの組写真、各種ＶＨＳ作品など)では、往々にして見られた。
- 「THE NICE GUY 1」（1982年 2,800円）
- 「美少年 優」（1982年 2,800円）
- 「ザ・ナイスガイスペシャル」（1983年）
- 「The 高校生」（1983年）
- 「The 高校生２ ―美少年オナニー激写―」(1983年3月20日 2,800円) 手元の原資料により追加
- 「16歳 亮の誘惑」（1983年）
- 「マイルドボーイ ―17歳 魅惑の少年たち―」(1984年2月20日 2,800円) 手元の原資料により追加。
- 「獲物たちの午後」（1984年）
- 「スイートメモリー ―褐色の18歳―」（1984年2月）
- 「NICE LOOKING」（1984年）
- 「HARD COLLECTION」(1985年) 本作は書籍ではなく、18.5cm×21cmのカード形式の写真を、二つ折りヴィニル・コーティングの表紙/裏表紙に挟み込み、パッケージングしたもの。全10種 各6枚組で2.000円。なお「HARD COLLECTION１」のモデル(雑誌広告中水泳部員の記載あり)は、1989年発売の第5弾ヴィデオ作品「純情俱楽部」出演の「短髪巨根スポーツ青年健悟」と同一人物。以上、手元の原資料及び、薔薇族1985年8月号通巻151号所載(無線綴じが外れ、かつ、両面ともページが振られていないため、所載ページは不明)の広告による。
- 「誘惑の甘い香り」（1985年）
- 「CHERRY BOYS　No.1、No.2」(『さぶ』1987年7月増刊号通巻37号p265の広告に所載。各3,500円。正確な発売年は不明だが、1986年～1987年と思われる)
- 「想い出の白い部屋」(『薔薇族』1987年12月号通巻179号ｐ341広告所載。2,800円。同広告には前掲『誘惑の甘い香り(2,800円)』も載っているが、両書の正確な発行年は不明)
- 「想い出のかけら」（1988年 3,500円 同社第4弾となる同名ヴィデオも併発）
- 「憧れの関係」（1988年,VHSも）
- 「風の追憶」（1989年）

出典